# Miguel de Unamuno
Miguel de Unamuno y Jugo, baskovsko-španski esejist, književnik in filozof, * 29. september 1864, Bilbao, Baskija, Španija, † 31. december 1936, Salamanka, Salamanka, Španija.

## Življenje

### Šolanje
Miguel de Unamuno se je rodil na ulici Ronda, v starem jedru mesta Bilbao, v zakonski zvezi Félixa de Unamuno Larraza in Salomé Jugo, ki je bila njegova nečakinja. V družino je prišel kot tretji otrok, za Marío Feliso in Marío Jesuso, in kot prvorojeni sin. Kasneje je dobil še brata Félixa ter sestri Susano in Marío Mercedes.

Po končanem primarnem šolanju v Colegio de San Nicolás in tik pred vstopom v srednjo šolo je bil priča obleganju svojega mesta, ki se je zgodilo med tretjo karliško vojno (1872-6), o katerem razmišlja v svojem prvem romanu z naslovom Paz en la guerra.
Umetniška nadarjenost ga je pripeljala tudi v atelje bilbainskega slikarja Antonia Lecuona, a tovrstni karieri se je odpovedal s priznanjem, da ne zna z barvami. Študiral je filozofijo in jezike na Univerzi v Madridu.
Leta 1884 je promoviral s tezo, ki se tiče baskovskega jezika: Crítica del problema sobre el origen y prehistoria de la raza vasca. V delu prikaže idejo o izvoru Baskov, ki je v nasprotju s kasnejšo idejo bratov Luis in Sabina Arane, začetnikoma baskovskega nacionalizma.

### Zaposlitev
Leta 1884 je začel delati kot profesor latinščine in psihologije. Objavil je članek z naslovom Del elemento alienígena en el idioma vasco ter kostumbristični članek Guernica, in tako je leta 1886 povečal sodelovanje s časnikom Noticiero de Bilbao.
Leta 1888 je prvič nastopil službo na katedri za psihologijo, logiko in etiko na Instituto de Bilbao skupaj s Sabinom Arano ter baskovskim rimokatoliškim duhovnikom  Resurrecciónom Maríem de Azkuejem. Polemiziral je z Aranom, ki je pričenjal svojo nacionalistično aktivnost in obravnaval Unamuna kot nečistega »španskega« Baska, saj je Unamuno, ki je do takrat že napisal nekaj del v baskovščini, preudarjal da bo baskovščina izginila in da ne obstajajo možnosti za dvojezičnost: 

»Baskovščina in kastiljščina sta nezdružljiva jezika, pa naj porečejo kar hočejo, lahko da shajajo posamezniki, a dvojezična ljudstva nimajo nobene možnosti. Z dvojezičnostjo dobimo prehodno državo.«
Leta 1889 je s svojimi argumenti odpotoval v Švico, Italijo in Francijo, kjer se je takrat odvijala Svetovna razstava in otvoritev Eifflovega stolpa.
31. januarja 1891 se je poročil s Concho Lizárraga, v katero se je zaljubil že kot otrok.
Skozi zimske mesece SE je pripravljal za katedro grščine na Univezi v Salamanki z namenom, da bi navezal prijateljske stike z Ángelom Ganivetom. To prijateljstvo se je razvijalo in krepilo vse do Ganivetovega samomora leta 1898.
11. oktobra 1894 je vstopil v baskovsko socialistično stranko Agrupación Socialista de Bilbao in sodeloval na seminarju v Bilbau imenovanem Lucha de clases. Leta 1897 je zapustil stranko in trpel za hudo depresijo.
Vse od začetkov njegovega bivanja v Salamanki se je kulturno udejstvoval, še posebej na terasi kavarne Café literario Novelty na trgu Plaza Mayor salmantina, kjer so se zbirali pisatelji, umetniki in politiki, ki so imeli priviligiran mestni status. Ko so ga med druženjem na terasi povpraševali po bližnjem trgu, če gre za popolni kvadrat, jim je pritrjeval: »Je štirikotnik. Nepravilen, a presenetljivo ubran.«

Navado vsakodnevnega druženja in večernih zabav v kavarni je ohranil do leta 1936.
Leta 1901 je bil prvič imenovan za rektorja Univerze v Salamanki, kateri naslov je nosil še tri naslednje mandate. Leta 1914 ga je Ministerio Instruccion Publica iz političnih razlogov odstavilo s položaja in iz njega naredilo mučenika liberalne opozicije. Obsodili so ga na šestnajst let zapora zaradi razžalitve kralja, a obsodba se ni izvršila. Leta 1920 so ga prijatelji izvolili za dekana Filozofske fakultete. Leta 1921 so ga imenovali za prorektorja. A Unamunovi stalni napadi na kralja in diktatorja Prima de Rivera so ga spet pripeljali do odstavitve, poleg tega pa so ga februarja 1924 izgnali na Kanarske otoke, natančneje na Fuerteventuro. Čeprav so ga 9. julija oprostili, se je prostovoljno odselil v Francijo – naprej v Pariz za kratek čas, potem pa v Hendayo v baskovski regiji País Vasco francés – kjer je ostal do leta 1930, ko je padel režim Prima de Rivere. Zatem se je vrnil v Salamanko, kjer so ga častitiljivo sprejeli.

Miguel de Unamuno je kandidiral za svetnika republikansko-socialistične zveze in bil izvoljen na volitvah 12. aprila 1931. Posledično je 14. aprila proglasil Republiko v Salamanki. Z občinskega balkona je razglasil, da se je začela: »… nova doba in končala dinastija, ki nas je osiromašila, ponižala in poneumila.« Republika mu je zopet povrnila naziv rektorja Univerze. Izvolili so ga tudi kot neodvisnega poslanca za v parlament.
Pisatelj in intelektualec – ki je leta 1931 izjavil, da je s svojim peresom, nasprotovanjem kralju in diktatorju ter z izgnanstvom naredil več kot kateri koli drug španec – je bil razočaran nad prihajajočo Republiko. Tako se leta 1933 ni več prikazal na volitvah.

### Upokojitev
Naslednje leto se je upokojil, opustil svojo učiteljsko dejavnost, in prejel častni naziv dosmrtnega rektorja Univerze v Salamanki, ki je ustvarila katedro z njegovim imenom. Leta 1935 je bil imenovan za častnega meščana Republike, poleg tega pa je njegovo razočaranje obrodilo sadove – javno je začel kritizirati agrarno reformo, religijozno politiko, politični razred, vlado, Azaña.

### Državljanska vojna

#### Podpora frankistom
Ob začetku španske državljanske vojne je podprl upornike. Unamuno je v vstalih vojakih hotel videti skupnost preroditeljev. Ko je bil 19. julija odstavljen in zamenjan praktično ves občinski svet Salamanke, je Unamuno od novega župana, komandanta Del Valleja, sprejel mesto svetnika. Poleti 1936 je pozval evropske intelektualce naj podprejo vstajnike in zatrjeval, da le-ti predstavljajo obrambo zahodne civilizacije in krščanske tradicije, kar je po mnenju zgodovinarja Fernanda Garcíe de Cortázarja povzročilo žalost in zgroženost v svetu. Azaña ga je odstavil, a vlada Burgosa mu je funkcijo vrnila. Kljub temu se je njegovo navdušenje nad vstajo kmalu sprevrglo v razočaranje, še posebej zaradi vtisa, da zatira Salamanko. V žepih so se mu kar kopičila pisma žen prijateljev, znancev in neznancev, ki so ga prosili, naj pomaga njihovim zaprtim in mučenim možem. Konec julija sta bila ubita njegova prijatelja – Prieto Carrasco, republikanski župan Salamanke, in José Andrés y Manso, poslanec socialistov – prav tako kot je bil napovedal njegov najljubši učenec in rektor Univerze v Granadi, Salvador Vila Hernández. V zaporu sta se znašla njegova intimna prijatelja doktor Filiberto Villalobos in novinar José Sánchez Gómez, ki je čakal na odstrel. Prijatelj Atilano Coco, pastor aglikanske cerkve, je bil v smrtni nevarnosti in naposled ustreljen decembra 1936. V začetku oktobra je Unamuno obiskal Franka v škofovski palači, da bi prosil za pomilostitev svojih prijateljev, a dosegel ni nič.

#### Javno kesanje
Na slovesnosti ob začetku akademskega šolskega leta, ki je sovpadal s praznovanjem dneva rase, Fiesta de la Raza, 12. oktobra 1936, se je v avli Univerze (Paraninfo de Universidad) javno pokesal, da je podprl vstajo. Številni govorniki so načeli temo o »anti-Španiji«.
Po zapisih v delu La guerra civil espanola, angleškega hispanista Hugha Thomasa, se je zgodilo sledeče: profesor Francisco Maldonado je po začetnih formalnostih in strastnem govoru José Maríe Pemána, izrekel besede, ki so bile agresivno naperjene proti Kataloniji in Baskiji. Ti regiji je namreč označil kot: »rakasto tkivo narodnega telesa. Fašizem, ki je senator Španije, bo vedel kako jih iztrebiti, zarezujoč v živo meso, kot odločen kirurg brez slepega sentimentalizma.«
Potem je nekdo zavpil dobro znano geslo: "Naj živi smrt!«
Millán-Astray pa je nadaljeval z vzkliki, ki so po navadi vznemirili ljudstvo:
»Španija ...«; in odgovorili so mu: »… ena!«
»Španija ...«, je ponovil Millán-Astray; »… velika!« mu je odgovorila publika.
»Španija ...«, je zaključil general; »... svobodna!« so se odzvali člani kongregacije.
Potem so falangisti, nališpani v modre fašistične srajce, s fašističnim pozdravom, z dvignjeno desno roko, salutirali Frankovemu portretu na steni. To je bilo storjeno z namenom, da bi dogodek zasijal v lepši luči – da bi soglašal s prizadevanji za bratstvo in moralo, ki so se porazubila tekom priložnosti.
Miguel de Unamuno, predsedujoč za mizo, je vstal in rekel:»Čakate na moje besede. Dobro me poznate in veste, da ne znam molčati. Včasih molčati pomeni lagati, saj si tišino lahko razlagamo kot soglasje. Rad bi komentiral diskurz – nekako ga moram poimenovati – profesorja Maldonada, ki je tukaj z nami. Ob strani bom pustil osebno zamero na katero namiguje njegov nenadni izbruh, naprejen proti Baskom in Kataloncem. Jaz, kot veste, sem rojen v Bilbau. Škof, Unamuno pokaže na škofa Salamanke, katerega brezglavi vzklik »Naj živi smrt!« sem pravkar slišal, je, hoče ali noče, Katalonec, rojen v Barceloni; in jaz, ki že celo življenje ustvarjam paradokse, ki jezijo tiste, ki jih ne razumejo, vam kot pravi strokovnjak na tem področju, moram povedati, da sem mi škofov zdi prav odvraten. General Millán-Astray je nesposobnež. Ni dovolj jasno, če povemo to potihoma. Je nesposobnež v vojni. Tako kot Cervantes. A na žalost, je danes v Španiji preveč pohabljencev. In če nam Bog ne bo pomagal, jih bo kmalu še več. Boli me ob misli na to, da bi general Millán-Astray lahko diktiral norme psihologije množic. Pohabljenec s pomanjkanjem Cervantesove duševne veličine ob pogledu na pomnoževanje števila pohabljencev v bližini po vsej verjetnosti občuti grozovito olajšanje.«
V tistem trenutku je razburjeni Millán-Astray vzkliknil:»Smrt izdajalski intelektualnosti, naj živi smrt!
Ker se vzklik zaradi nemira ni dobro slišal, razločili so ga le njemu najbližji, so ga razumeli kot: »Smrt inteligentnosti! Naj živi smrt!«
Pisatelj José María Pemán, ki je poskušal pomiriti duhove, je dodal: »Ne! Živela inteligentnost! Smrt slabim intelektualcem!«
Miguel de Unamuno je brez strahu nadaljejeval:»Tale je tempelj inteligence in jaz sem njegov najvišji svečenik. Vi svetišču jemljete svetost. Zmagali boste, saj ste dovolj brutalni. A ne bodite prepričani. Za prepričanje je treba prepričati in za prepričevanje potrebujete nekaj, česar ne posedujete: razum in pravico bojevanja. Zdi se mi odveč, da vas prosim, da pomislite na Španijo. Sem rekel.«
V nadaljevanju, ko je razjarjena publika psovala Unamuna in so nekateri oficirji že poprijeli za orožje, se je Francova žena, Carmen Polo de Franco, oprijela Unamunove roke ter ga pospremila do doma, in tako preprečila tragedijo.

#### Drugi izgon
Še istega dne se je sestala občinska korporacija in na skrivaj izgnala Unamuna. Predlagatelj, svétnik Rubio Polo, je terjal njegov izgon:»… ker je Španija, navsezadnje, izdajalsko razklana zaradi psevdo-intelektualnosti liberalnega prostozidarja, katerega življenje in mišljenje […] se je trdno ohranilo le v volji do maščevanja, v vsem ostalem pa se je obračal po vetru, bil je nestanoviten in nihajoč, brez merila za presojo, le poln strasti; ni postavljal trditev temveč zgolj razjedene dvome; hotel je spraviti ne-spravljivo, Krščanstvo in Reformo; in bil je, to dodam jaz, zastrupljevalec, zvodnik inteligentnosti in nedolžnih namer številnih šolajočih se generacij na Akademiji, Združenjih in Univerzi.«

#### Hišni zapor
22. oktobra je Franco podpisal dekret Unamunove odstavitve z mesta rektorja. Zadnje dni svojega življenja (od oktobra do decembra 1936) je preživel zaprt v svoji hiši, v stanju, ki je po besedah Fernanda Garcíe de Cortázarja, stanje vdanosti v žalost, ubup in samoto.

### Intervju
Okoli 20. oktobra ga je intervjuvala francoska novinarka Jérôme Tharaud:
»Takoj ko se je razvilo osvobodilno gibanje, ki mu je poveljeval general Franco, sem se mu pridružil, rekoč, da je v Španiji treba rešiti zahodno krščansko civilizacijo in z njo narodno neodvisnost, če se že tukaj, na narodnem območju, prevetruje mednarodna vojna (…) Zgražal sem se nad obrazi, ki si jih je ta grozljiva državljanska vojna brez usmiljenja nadevala zaradi prave kolektivne mentalne bolezni, epidemije norosti s pravo telesno-patološko podlago. Nezaslišane surovosti rdečih marksističnih hord sploh niso opisljive, saj je treba prizanesti s poceni retoriko. Ne da odzvanjajo socialistični, komunistični, sindikalni ali anarhistični toni, temveč gre za tolpe izprijenih zločincev, rojenih brez kakršne koli ideologije, ki bi zadovoljila prastare okrutne strasti brez kakršne koli ideologije. Na žalost, je običajna reakcija na to prav tako psihopatološke narave. To je režim terorja. Španija se boji same sebe. Če se časi ne bodo spremenili, bo stopila na rob moralnega samomora. Čeprav se bedna vlada v Madridu ni mogla in niti ni hotela upreti pritisku surovosti marksističnih barv, moramo ohraniti upanje, da bo tista v Burgosu dovolj pogumna, da se bo uprla vsem, ki želijo vzpostaviti še drug režim terorja. (…)Vztrajam, da je sveta dolžnost gibanja, ki ga v slavi vodi general Franco, rešiti zahodno krščansko civilizacijo in narodno neodvisnost, zdaj ko Španiji ne sme biti diktirano iz Rusije ali iz katere druge velesile in z ozirom na to, da se tukaj že odvija mednarodna vojna. Poleg tega, je dolžnost tudi, da se prinese mir v gotovosti in preobratu ter doseže morala enotnost vseh Špancev, da se ponovno vzpostavi domovina, saj le-ta zdaj krvavi, se zastruplja in poneumlja. Zaradi tega je potrebno preprečiti, da nazadnjaki ukrepajo preko meja pravice ali celo preko meja človečnosti, kot je včasih videti. Ni prava pot tista, ki skuša z grožnjo in silo ustvariti narodne sindikate tako, da se ljudi s terorjem sili naj se jim pridružijo, pa naj gre za spreobrnjence ali ne. Bilo bi žalostno, da se barbarski, anti-civilni in nehumani boljševistični režim zamenja z barbarskim, anti-civilnim in nehumanim režimom totalitarističnega suženjstva. Ustrezen ni ne en in ne drug, ker v bistvu sta enaka.«
Čez par dni je govoril še z Kazantzakisom: »V tem kritičnem momentu španske bolečine, vem, da moram slediti vojakom. So edini, ki nam bodo vrnili red. Vedo, kaj pomeni disciplina in vedo, kako jo je treba uvesti. Ne, nisem si drznil biti desničar. Ne jemljite resno kar govorijo ljudje. Nisem izdal vzroka svobode. A bistveno je, da se sedaj obnovi red. Kaj kmalu vstanem in se zaženem v boj za svobodo, jaz sam. Nisem fašist niti boljševik; sem samotar.«
21. novembra je pisal Lorenzu Giussu: »Barbarstvo je soglasno. Gre za teror na obeh straneh. Španija, zgrožena, se boji same sebe. Pojavila se je katoliška in antikatoliška gobavost. Eni in drugi tulijo in prosijo za kri. In moja uboga Španija sedaj krvavi, se sesipa, zastruplja in poneumlja …«

### Smrt
Umrl je nenadno, v svojem domu v Salamanki, 31. decembra 1936, sredi večerne zabave, ki je bila navada njega in njegovih prijateljev. Kljub izločitvi iz družbe, je bil na pogrebu poveličevan kot falangistični junak. Ob njegovi smrti je Antonio Machado napisal: »Danes naznanjamo, da je Unamuno umrl nenadno, kot nekdo, ki umre v vojni. Proti komu? Mogoče proti samemu sebi.«

## Delo

### Proza

#### Kronologija del
- Paz en la guerra (1895), je delo v katerem je uporabil kontekst že v otroštvu doživete tretje karliške vojne, da bi osnoval nov odnos jaz-svet, pogojen s poznavanjem smrti;
- Amor y pedagogía (1902), druži komično in tragično zreducirano v absurdno pozitivistične sociologije;
- Recuerdos de niñez y mocedad (1908 je avtobiografsko delo. Avtor iz Baskije premišljuje o prvih letih svojega življenja v Bilbau;
- El espejo de la muerte (1913), knjiga zgodb;
- Niebla (1914), glavno delo, ki ga označi z izrazom »nivola«, da bi jo razločil od novele;
- Leta 1917 napiše delo Abel Sánchez, kjer obrne zgodbo Kajna in Abela, da bi predstavil anatomijo zavisti;
- Tulio Montalbán (1920) je novela o intimnem problemu uničenja prave osebnosti zaradi javne podobe istega človeka;
- Leta 1920 izda tudi tri novele s pomembnim prologom: Tres novelas ejemplares y un prólogo;
- Zadnja obširna pripoved je La tía Tula (1921), ki govori o hrepenenju po materinskosti, ki je bilo že zasnovano v Amor y pedagogía in v Dos madres;
- Teresa (1924) je pripovedni okvir z becquerjevimi rimami, ki razvedrilo ljubljene dosega v ideji in realnosti;
- Cómo se hace una novela (1927) je avtopsija Unamunovega romana;
- Leta 1930 je Unamuno napisal svoja zadnja dva romana: San Manuel Bueno, mártir, kjer govori o duhovniku, ki oznanja nekaj, v kar niti sam ne verjame; in Don Sandalio, jugador de ajedrez.

#### "Riman"
V literarni dobi v kateri je ustvarjal, so bili standardni vzorci pisanja in objavljanja romanov strogi: določena tema, pripovedna tehnika in specifični motivi, družbene konvencije… To so bila nenapisana, splošno sprejeta pravila, ki so Unamunu predstavljaja spone, katerih se je želel osvoboditi, da bi se v svojih vrsticah lahko izrazil, kot bi se njemu samemu zdelo primerno. In to mu je tudi uspelo – ustvaril je nov litererani žanr, ki ga je poimenoval riman. Tako se je izognil vsem kritikam, ki bi zadevale pravila estetike ali kompozicije, saj si je v svojem žanru postavil svoja pravila. V delu Niebla to tudi razloži. Niebla (1914), iz poglavja XVII:
—Bi se dalo izvedeti, kakšen je vaš argument? 
—Moj roman nima argumenta ali bolje rečeno, argument je tisti, ki odhaja. Argument se ustvarja sam.

—Kako to mislite?

—Glej, te dni nisem vedel kaj početi, a čutil sem hrepenenje da nekaj ustvarim, neko intimno poželenje, muko domišljije, in tako sem si rekel: napisal bom roman, napisal ga bom tako, kot se živi, brez védenja kaj bo prišlo. Vsedel sem se, vzel nekaj lističev in začel s tistim, kar mi je najprej padlo na pamet in nisem vedel kaj bo sledilo, bil sem brez načrta. Moji liki se bodo ustvarjali z govorjenjem in delom, še posebej z govorjenjem; njihove osebnosti se bodo oblikovale korak za korakom. In včasih bo kakšna osebnost tista osebnost, ki je brezosebna.

—Da, tako kot moj.
—Ne vem. Prišlo bo samo od sebe. Prepustil se bom.

—Je kaj psihologije, opisov?

—Vse kar je, je dialog; predvsem dialog. Stvar je v tem, da liki govorijo, veliko govorijo, čeprav ne povedo ničesar. (…) V tem primeru nameravam v roman vtakniti vse, česar se domislim, pa naj bo kakor hoče.

—Navsezadnje to sploh ne bo roman.

—Ne, to bo … to bo … riman.

### Filozofija
Unamunova filozofija ni bila sistematična, bila je namreč negacija vseh sistemov in afirmacija vere v »samo sebe«. Ustvarjena je bila v duhu racionalizma in pozitivizma. V mladosti je napisal članke v katerih je jasno čutiti naklonjenost socializmu in zaskrbljenost zaradi situacije, v kateri se je Španija takrat nahajala.
Vpliv filozofov kot je Adolf von Harnack je v Unamunu vzbudil odklonilnost do racionalizma. Ta odklonilnost se odraža v delu San Manuel Bueno, mártir, kjer v prenesenem pomenu padanje snega na jezero ilustrira njegovo nagnjenost k veri – od gora, kjer sneg ustvarja oblike, pokrajine, pa do jezera, v katerem se razstopi in spremeni v nič.
Smrt je zanj dejstvo, življenje se konča. A bil je prepričan, da je v življenju potrebno verjetje, da naš razum preživi smrt. Zaradi tega je potrebno verjeti v nekega boga, imeti vero, ki ni racionalna; tako se ohranja notranji konflikt med potrebo verovanja in razumom, ki vero zavrača. Unamuno naj bi bil eden izmed predhodnikov eksitencialistične šole, ki je nekaj desetletij kasneje doživela vrhunec v evropski filozofiji.
Učil se je danščine, da je v izvirniku lako bral Sørena Kierkegaarda (1813–1855), ki ga je v svojih delih, s svojim srčnim stilom, poimenoval »brat«.
Skrb za Španijo se odraža v naslednjih delih: 
- En torno al casticismo (1895);
- Vida de Don Quijote y Sancho (1905);
- Por tierras de Portugal y España (1911).

Med vojno in od avgusta 1936 je Unamuno začel delati zapiske za knjigo kjer bi osnoval svoj politični testament: El resentimiento trágico de la vida. Notas sobre la revolución y la guerra civil españolas; a mu je ni uspelo napisati.
Dela, ki so popolnoma filozofska:
- Del sentimiento trágico de la vida (1913);
- La agonía del cristianismo (1925).

### Poezija
Unamuno je z umetnostjo izražal nemirnosti svojega duha. Tako v poeziji kot v romanih je obravnaval iste teme, ki jih je razvijal v esejih; duhovno tesnobo in bolečino, ki jo je povzročal božji molk, čas ter smrt.
Vedno se je čutil zavezanega k tradicionalnim merilom in na tak način se je, čeprav se je v svojih prvih delih rimi izogibal, kasneje zatekel k njej.

V njegovi poeziji izstopajo: 
- Poesías (1907), njegova prva knjiga, kjer so skicirane glavne teme njegove poezije: verski konflikt, domovina in domače življenje,
- Rosario de sonetos líricos (1911),
- El Cristo de Velázquez (1920),
- Andanzas y visiones españolas (1922),
- Rimas de dentro (1923),
- Teresa. Rimas de un poeta desconocido (1924),
- De Fuerteventura a París (1925),
- Romancero del destierro (1928) in
- Cancionero (1953)

Kot surovi prozaist ni znan po dodelanih in hramoničnih verzih. Njegove kitice so kratke, kastiljske in zelo osebne. Ramón Irigoyen, avtor predgovora v delu Niebla, v eni izmed izdaj časnika El Mundo pravi, da je Unamuno, v primerjavi z drugimi pesniki iz tistega obdobja, kot sta npr. Machado ali Juan Ramón Jiménez, zmeraj bil »nezreli brizgalec verzov« («eyaculador precoz del verso»).

### Gledališče
V dramskih delih predstavlja svojo običajno filozofsko linijo: uspeha v le-teh ni bilo veliko. Teme kot so preiskava individualne duhovnosti, vera ali »življenjska laž« in problem dvojne osebnosti so obravnavane v naslednjih delih: La Esfinge (1898), La Venda (1899) y El otro (1932). Aktualiziral je tudi tragedijo v delu Fedra (1918) in prevedel delo la Medea (1933) Lucia Annea Séneca.

#### Značilnosti Unamunove igre
- Je shematična, oropana umetelnosti, v kateri je prostor le za konflikte in strasti, ki se tičejo likov. Takšna strogost je posledica vpliva klasične grške tragedije.
- Če so liki in konflikti v delu razgaljeni, tudi scena izgleda skrajno minimalizirana, oropana vse umetelnosti.
- Nejvečji pomen je pripisan predstavitvi notranje drame likov.
- S simbolizacijo strasti in strogosti v besedi kot tudi v scenografiji, se unamuska igra pobrati z evropsko dramatiko in odpre vrata prenovitvi španske igre, uresničene s strani Valle-Inclána, Azorína in, kasneje, Lorce.

Dela:

- La esfinge (1898)
- La venda (1899)
- La princesa doña Lambra (1909)
- La difunta (1909)
- El pasado que vuelve (1910)
- Fedra (1910)
- Soledad (1921)
- Raquel encadenada (1921)
- Sombras de sueño (1926)
- El otro (1926)
- El hermano Juan o el mundo es teatro (1929)

### Zbirka pisem
Miguel de Unamuno je v svoji bogati zbirki pisem razmišljal o vtisih iz potovanj po ljubljenih salamantinskih pokrajinah. Izstopajo Las Arribes, Sierra de Francia in La Alberca.